# Augusta de Hesse-Hombourg
Auguste Frédérique de Hesse-Hombourg (complet allemand nom: Auguste Friederike, Landgräfin von Hessen-Homburg; 28 novembre 1776, Bad Homburg vor der Höhe, Landgraviate de Hesse-Homburg, Saint Empire Romain germanique – 1er avril 1871, Ludwigslust, Grand-Duché de Mecklembourg-Schwerin), est un membre de la Maison de Hesse et une landgravine de Hesse-Hombourg de naissance. Par le biais de son mariage, elle est également membre de la Maison de Mecklembourg-Schwerin.

## Biographie
Elle est le sixième enfant et quatrième fille de Frédéric V de Hesse-Hombourg et sa femme Caroline de Hesse-Darmstadt, fille de Louis IX, Landgrave de Hesse-Darmstadt.
Parce que toutes ses sœurs aînées se sont mariées très tôt, dès 1793 Augusta s'occupe de son père malade.
À Hombourg, le 3 avril 1818, elle épouse Frédéric-Louis de Mecklembourg-Schwerin, deux fois veuf et père de quatre enfants survivants. Le mariage est suggéré par la seconde épouse du Grand-Duc héréditaire, la princesse Caroline-Louise de Saxe-Weimar-Eisenach (cousine d'Auguste) sur son lit de mort.
L'union n'a pas d'enfant et n'a duré que 18 mois jusqu'au décès de Frédéric-Louis le 29 novembre 1819. Elle prend la responsabilité de l'éducation et de l'enseignement des enfants de son mari. Elle développe des relations particulièrement étroites avec sa belle-fille Hélène, l'aînée des enfants et la seule fille de sa cousine Caroline-Louise. Elle seule soutiendra sa belle-fille Hélène qui épouse contre le gré de sa famille le prince royal de France en 1837.
Augusta, qui ne s'est jamais remariée, est restée dans le Mecklembourg-Schwerin pour le reste de sa vie, et meurt à Ludwigslust âgée de 94 ans. Elle est enterrée au mausolée Helena Paulovna, à côté de son mari et de ses deux précédentes épouses.